# Alain Varo
Né le 15 mai 1971 à Sète, Alain Varo est un karatéka français connu pour avoir été titré champion d'Europe en kumite par équipe masculin aux championnats d'Europe de karaté 1993, 1995 et 1996 ainsi que champion du monde dans la même épreuve aux championnats du monde de karaté 1994 et 1996.

## Résultats
| Résultat | Date          | Épreuve                   | Catégorie | Compétition                | Ville hôte                    |
| -------- | ------------- | ------------------------- | --------- | -------------------------- | ----------------------------- |
| [ 1 ]    | 1993          | Kumite par équipe         | Seniors   | Championnats d'Europe 1993 | Prague, en République tchèque |
| [ 2 ]    | 1994          | Kumite individuel - 75 kg | Seniors   | Championnats d'Europe 1994 | Birmingham, au Royaume-Uni    |
| [ 1 ]    | Décembre 1994 | Kumite par équipe         | Seniors   | Championnats du monde 1994 | Kota Kinabalu, en Malaisie    |
| [ 1 ]    | 1995          | Kumite par équipe         | Seniors   | Championnats d'Europe 1995 | Helsinki, en Finlande         |
| [ 1 ]    | 1996          | Kumite par équipe         | Seniors   | Championnats d'Europe 1996 | Paris, en France              |
| [ 1 ]    | 1996          | Kumite par équipe         | Seniors   | Championnats du monde 1996 | Sun City, en Afrique du Sud   |